# التعليم في البرتغال
التعليم في البرتغال مجاني وإجباري حتى سن 18 عامًا، حيث ينهي الطلاب عادةً السنة الثانية عشرة. ومع ذلك، فإن تحقيق أحد هذه الشروط فقط ضروري. تنظم الدولة التعليم من خلال وزارة التعليم. يوجد نظام تعليم عام إلى جانب العديد من المدارس الخاصة في جميع مستويات التعليم. تأسست أولى الجامعات البرتغالية في العصور الوسطى، مثل جامعة كويمبرا في القرن الثالث عشر، والنظام الوطني للتعليم العالي مدمج بالكامل في منطقة التعليم العالي الأوروبية.
معدل محو الأمية الأساسي بين سكان البرتغال هو 99.44% (99.48% للذكور، 99.38% للإناث، بين الأعمار 15-24). ووفقًا للمعهد الوطني للإحصاء في البرتغال، أكمل فقط 3.7 مليون عامل برتغالي (67% من السكان العاملين النشطين) التعليم الأساسي (81% من السكان العاملين حققوا المستوى الأساسي الأدنى من التعليم، و12% حققوا المستوى المتوسط من التعليم).
ووفقًا لبرنامج التقييم الدولي للطلاب (بّي آي إس إيه) لعام 2018، فإن الطالب البرتغالي العادي البالغ من العمر 15 عامًا حصل على تقييم يقارب المتوسط في القراءة والرياضيات والعلوم ضمن منظمة التعاون الاقتصادي والتنمية، على الرغم من أن هناك انخفاضًا حادًا.

## التاريخ
التاريخ في بداية الدولة البرتغالية، كان رجال الدين المسيحيون العنصر الأساسي في الجهود التعليمية. وقد تأسست الجامعات البرتغالية منذ عام 1290. وفي نطاق الإمبراطورية البرتغالية، أسس البرتغاليون في عام 1792 أقدم مدرسة هندسية في أمريكا اللاتينية، بالإضافة إلى أقدم كلية طب في آسيا (كلية الطب في غوا) عام 1842.

### القرنان التاسع عشر والعشرون
ومع ذلك، بحلول نهاية القرن التاسع عشر كان معدل الأمية يتجاوز 80% وكان التعليم العالي محصورًا في نسبة صغيرة من السكان. ما يزال 68.1% من سكان البرتغال يُصنَّفون على أنهم أميون وفقًا لتعداد عام 1930.
على الرغم من أن المقاتلين في عهد الجمهورية الأولى قد اختاروا التعليم كواحد من قضياهم الرئيسية، غير أن الأدلة تظهر أن الجمهورية الأولى الأكثر ديمقراطية كانت أقل نجاحًا من النظام الاستبدادي في فترة إستادو نوفو في توسيع التعليم الابتدائي. ففي ظل الجمهورية الأولى، زادت معدلات محو الأمية للأطفال الذين تتراوح أعمارهم بين 7 إلى 14 عامًا من 26% في عام 1911 إلى 33% في عام 1930. في فترة إستادو نوفو، ارتفعت مستويات محو الأمية لدى الأطفال الذين تتراوح أعمارهم بين 7 سنوات و14 سنة إلى 56 في المائة في عام 1940، و 77 في المائة في عام 1950، و 97 في المائة في عام 1960.
في عهد سالازار، ارتفع عدد المدارس الابتدائية من 7,000 في عام 1927 إلى 10,000 في عام 1940. وبينما انخفض معدل الأمية في ظل الجمهورية الأولى بمعدل 9% فقط خلال عشرين عامًا، فقد انخفض في ظل حكم سالازار بنسبة 21%، من 61.8% في عام 1930 إلى 40.4% في عام 1950. في عام 1940، احتفلت الحكومة بحقيقة أن غالبية السكان، لأول مرة في التاريخ البرتغالي، يمكنهم القراءة والكتابة. ومع ذلك، ظل معدل معرفة القراءة والكتابة في البرتغال في أربعينيات وأوائل خمسينيات القرن العشرين منخفضًا وفقًا لمعايير أمريكا الشمالية وأوروبا الغربية في ذلك الوقت.
في عام 1952، أُطلق خطة شاملة للتعليم الشعبي بهدف القضاء على الأمية نهائيًا وإدخال كل طفل في سن المدرسة إلى التعليم. وشملت هذه الخطة غرامات على الآباء الذين لم يمتثلوا، وتم تطبيقها بصرامة. بحلول أواخر خمسينيات القرن العشرين، نجحت البرتغال في إخراج نفسها من الأزمة التعليمية التي كانت تعاني منها لفترة طويلة: الأمية بين الأطفال في سن المدرسة اختفت تقريبًا.
منذ ستينيات القرن العشرين، أصبحت البلاد توفر التعليم العام لجميع الأطفال بين سن السادسة واثني عشر عامًا، وقامت بتوسيع شبكة قوية من المدارس التقنية الصناعية والتجارية الموجهة للتعليم المتوسط للعمال المهرة المستقبليين (التعليم المتوسط)، واعترفت بالجامعة الكاثوليكية البرتغالية في عام 1971. وبحلول عام 1973، تأسست مجموعة من الجامعات الجديدة التي تديرها الدولة في البر الرئيسي للبرتغال، مثل جامعة مينهو، وجامعة لشبونة الجديدة، وجامعة إيفورا، وجامعة أفييرو - وكان فيغا سيمو وزير التعليم في ذلك الوقت.
منذ ستينيات القرن العشرين وحتى ثورة القرنفل عام 1974، شهد التعليم الثانوي والجامعي أسرع نمو في تاريخ التعليم البرتغالي. بعد عام 1974، ازداد عدد المدارس الأساسية والثانوية، وكذلك مؤسسات التعليم العالي، حتى نهاية القرن، أحيانًا دون توفير الموارد المادية عالية الجودة والموارد البشرية المؤهلة.
سعى النظام الثوري أيضًا إلى رفع معدل محو الأمية بين البالغين. فرغم أن الأطفال كانت لديهم معدلات عالية من الإلمام بالقراءة والكتابة، غير أن العديد من البالغين كانوا ما يزالون يفتقرون لهذه المهارات في ذلك الوقت. وهناك بعض الأدلة على أن تدابير الحكومة لزيادة محو الأمية بين البالغين كانت ناجحة.
لم يكن التعليم ما بعد الأساسي (الصف الرابع أو السادس) ميسور التكلفة لمعظم الأسر البرتغالية، حيث لم تتحقق ديمقراطية التعليم الحقيقية، وخاصة في التعليم الثانوي والعالي، إلا في الثمانينيات. بعد منتصف الألفية، تم تطبيق برامج لتحديث المدارس (الأساسية والثانوية) وبناء مدارس ابتدائية جديدة تُعرف باسم "مراكز تعليمية"، وذلك لتقليل عدد المدارس المزدحمة، وتطبيق نظام دوام من الساعة 9 صباحًا حتى 5:30 مساءً، حيث كانت المدارس المكتظة تقدم فترات من 8 صباحًا إلى 1 بعد الظهر وأخرى من 1 بعد الظهر إلى 6 مساءً.
تم اعتماد عملية بولونيا للتعليم العالي منذ عام 2006. لكن نسبة التعليم العالي في البلاد ما تزال الأقل في الاتحاد الأوروبي؛ حيث كانت هذه النسبة حوالي 7% في عام 2003 (المصدر: منظمة التعاون الاقتصادي والتنمية (2003) التعليم في لمحة والخلاصة الإحصائية لمنظمة التعاون الاقتصادي والتنمية)، وتحسنت لتصل إلى 11% في 2007 - مقارنة بنحو 16% في سلوفاكيا وسلوفينيا؛ و28% في ألمانيا وإستونيا وإسبانيا وإيرلندا؛ وأكثر من 30% في بلجيكا وهولندا والدنمارك وفنلندا وقبرص والمملكة المتحدة (المصدر: يوروستات، مارس 2007).
وفقًا لبرنامج تقييم الطلاب الدولي (بيزا) التابع لمنظمة التعاون الاقتصادي والتنمية، كان الطالب البرتغالي العادي البالغ من العمر 15 عامًا لسنوات عديدة يعاني من ضعف الأداء في القراءة والرياضيات والعلوم مقارنة بمتوسط دول منظمة التعاون الاقتصادي والتنمية، حيث كانت النتائج تقريبًا متساوية مع إيطاليا وأكثر من دول مثل اليونان وتركيا والمكسيك بقليل. لكن منذ عام 2010، تحسنت نتائج الطلاب البرتغاليين في البرنامج الدولي لتقييم الطلبة بشكل كبير.
أعلنت وزارة التعليم البرتغالية في تقرير عام 2010 نشره مكتب تقييم التعليم GAVE، والذي انتقد نتائج تقرير بيزا لعام 2009 وادعى أن الطالب البرتغالي المراهق العادي يعاني من عيوب عميقة من حيث التعبير، التواصل، والمنطق، بالإضافة إلى أداء ضعيف عندما طلب منه حل المشكلات. وادعى التقرير أن هذه العيوب ليست حصرية للبرتغال بل تحدث أيضًا في دول أخرى بسبب طريقة تصميم اختبار بيزا.
نتيجة لأزمة الديون السيادية البرتغالية في أواخر العقد الأول من القرن الحادي والعشرين، ومع تقديم المساعدة المالية من صندوق النقد الدولي والاتحاد الأوروبي لجمهورية البرتغال اعتبارًا من عام 2011، عانت العديد من الجامعات ومؤسسات التعليم العالي الأخرى من ضائقة مالية. وكانت العديد منها على حافة الإفلاس واضطرت إلى زيادة معدلات القبول والرسوم الدراسية مع تقليص الميزانية وتقليل عدد الموظفين والمكافآت.